# Сучасна галерея (Загреб)
Загребська Сучасна галерея (хорв. Moderna Galerija) — художній музей у столиці Хорватії місті Загребі; значне й цінне зібрання творів образотворчого мистецтва, скульптури і малюнків хорватських митців XIX—ХХ століть; значний культурно-просвітницький осередок країни. Музейні фонди нараховують близько 10 000 мистецьких творів, які розміщені від 1934 року в історичному палаці Враничани (Vranyczany) у загребському середмісті, з видом на Зринєвац. Додаткова галерея музею — це студія Йосипа Рачича (Josip Račić) на вулиці Маргаретській, 3.
Режим роботи музейного закладу:
- з понеділка по суботу — з 10.00 до 18.00 години;
- по неділях — з 10.00 до 13.00 години;
- закритий у святкові дні.

Директор музею — Бісерка Раутер-Планчич (Biserka Rauter Plančić).

## Історія
Основою Сучасної галереї в Загребі, спершу Національна галерея хорватського мистецтва, прийнято вважати засноване на початку 1900-х років Мистецьке товариство з картинами та скульптурами, придбаними його членами, зокрема на пожертвування від єпископа Штросмаєра.
У 1899 році Ізидор Кршняви (Izidor Kršnjavi) виступив перед учасниками Мистецького товариства в Загребі з ідеєю створення галереї. Його пропозицію було зафіксовано в спеціальному Статуті Виставки (хорв. Pravilnik za društvene izložbe) від 1901 року. Навесні 1905 року були придбані три твори мистецтва для майбутніх фондів Сучасної галереї, що й вважається офіційною датою її заснування. Однак, музейна колекція зростала поступово, і музей не був відкритий для загалу аж до 1914 року, тулячись у одній кімнаті теперішнього Етнографічного музею і був доступним лише тим, хто проявляв до нього особливий інтерес.
Оскільки зібрання постійно збільшувалось, в 1934 році Галерея переїхала в сучасний будинок — палац Враничани на Зриневцю, й перебуває там, за винятком перерви під час Другої світової війни, дотепер. Палац був побудований за проектом віденського архітектора Отто Гофера архітектором Фердом Кондратом у 1882 році для барона Луйо Враничани (Lujo Vranyczany). З кінця XIX століття будівля часто змінювала власників, декілька разів реконструювалася. Протягом багатьох років палац Враничани був пов'язаний з рядом відомих діячів культурного, політичного та економічного життя Хорватії. З його балкона в листопаді 1884 року єпископ Йосип Юрай Штросмаєр спостерігав за урочистостями на його честь з нагоди відкриття галереї його імені.
Палац зазнав повної реконструкції в період 1993—2005 років, коли для публіки була відкрита теперішня експозиція. Два поверхи палацу були відведені під сучасно обладнану галерею, що демонструє постійну колекцію хорватського сучасного живопису і скульптури. У повністю відреставрованих історичних залах Сучасної галереї розмістили експозицію «Двісті років хорватського мистецтва (1800-2000 )», репрезентативна підбірка 650-700 найкращих робіт художників, скульпторів і медальєрів. Сучасна галерея у Загребі стала найвідомішим і найповнішим музеєм сучасного мистецтва у Хорватії. Ретроспективи і персональні виставки робіт найвідоміших хорватських митців влаштовуються у музеї з кінця 1960-х років, також у музеї проводять тематичні виставки хорватського і європейського сучасного мистецтва.

## Колекції

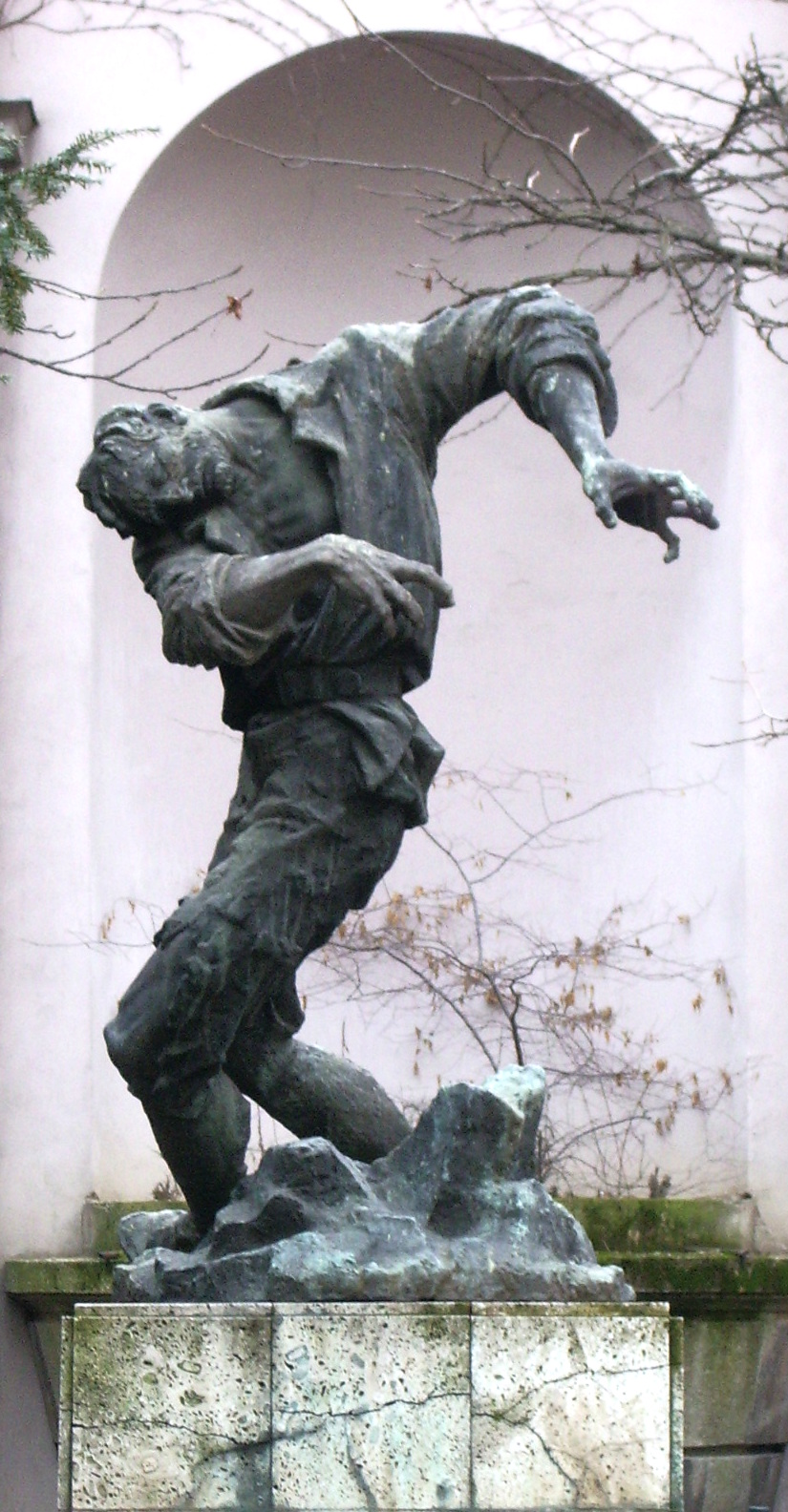
Скульптура Вані Радауша (Vanja Radauš) «Поранений» (Ranjenik) у подвір'ї Галереї

Загребська Сучасна галерея має найбагатше і найважливше зібрання творів хорватського мистецтва XIX—ХХ століть. Сьогодні музейні фонди налічують близько 10 тисяч експонатів, включно з картинами, скульптурами, малюнками та графічними роботами, медальйонами і медалями, а також авторськими художніми фотографіями та зразками новітнього медійного арту. Понад 700 творів мистецтва перебувають у постійній експозиції, розміщеній на двох поверхах палацу і головних сходах, висвітлюючи творчість окремих художників, а також із зазначенням їх місця в хорватській культурі. Крім основної постійної експозиції, у Сучасній галереї Загреба відбуваються спеціальні виставки, як хорватських, так і закордонних митців. Галерея публікує монографії про художників, альбоми їх робіт, зокрема у серії під назвою «Сучасне хорватське мистецтво».
У загребській Сучасній галереї представлені роботи таких визначних югославських і хорватських митців: Любо Бабич, Воїн Бакич (Vojin Bakić), Петар Баришич (Petar Barišić), Іво Декович (Ivo Deković), Мар'ян Детоні, Іво Дульчич (Ivo Dulčić), Душан Джамоня, Владимир Бецич, Влахо Буковац, Владимир Гашпарич-Гапо (Vladimir Gašparić Gapo), Вілько Гецан (Vilko Gecan), Йосип Генералич (Josip Generalić), Отон Глиха, Крсто Хегедушич, Любо Іванчич (Ljubo Ivančić), Франц Яшке (Franz Jaschke), Василіє Йосип Йордан (Vasilije Josip Jordan), Лео Юнек (Leo Junek), Векослав Карас, Іво Кердич (Ivo Kerdić), Златко Кесер (Zlatko Keser), Йосип Кларица (Josip Klarica), Славко Копач (Slavko Kopač), Кузьма Ковачич (Kuzma Kovačić), Мирослав Кралєвич, Франьо Кршинич (Frano Kršinić), Ватрослав Куліш (Vatroslav Kuliš), Фердинанд Кульмер (Ferdinand Kulmer), Іван Лесяк (Ivan Lesjak), Тихомир Лончар (Tihomir Lončar), Нікола Машич (Nikola Mašić), Іван Мештрович, Матко Міїч (Matko Mijić), Карло Міїч (Karlo Mijić), Роберт Франгеш Миханович (Robert Frangeš Mihanović), Єролім Міше, Антун Мотика (Antun Motika), Едо Муртич, Софія Налетилич-Пенавуша (Sofija Naletilić Penavuša), Золтан Новак (Zoltan Novak), Младен Пеякович (Mladen Pejaković), Іван Піцель (Ivan Picelj), Димітріє Попович (Dimitrije Popović), Златко Прица, Фердо Кікерес (Ferdo Quiquerez), Мірко Рацкі (Mirko Racki), Йосип Рачич, Слава Рашкай (Slava Raškaj), Іван Рендич, Іво Режек (Ivo Režek), Бранко Ружич (Branko Ružić), Джуро Седер (Đuro Seder), Мілєнко Станчич (Miljenko Stančić), Мілан Штайнер (Milan Steiner), Далібор Стошич (Dalibor Stošić), Міхаель Строй (Mihael Stroy), Габріель Ступіца (Gabrijel Stupica), Іво Шебаль, (Ivo Šebalj), Златко Шулентич (Zlatko Šulentić), Маріно Тарталья (Marino Tartaglia), Марія Уєвич (Marija Ujević), Міловой Узелац (Milivoj Uzelac), Владимир Варлай (Vladimir Varlaj), Емануель Видович (Emanuel Vidović), Златан Врклян (Zlatan Vrkljan), Йосип Цанкі (Josip Zanki), Іван Заше (Ivan Zasche).